# OXO

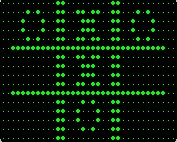
OXO. 일명 삼목놓기

《OXO》(또한 삼목놓기(Noughts and Crosses)라는 이름으로도 알려짐)은 1952년 에드삭 컴퓨터를 위해 만들어진 틱택토 컴퓨터 게임이다. 알렉산더 S. 더글러스가 케임브리지 대학교에서 인간과 컴퓨터의 상호 작용에 대한 그의 박사 논문을 위한 실례로서 작성했다. 《OXO》는 1958년 만들어진 윌리엄 히깅보덤의 테니스 포 투에 앞서, 컴퓨터 상에서 실행되었던 최초의 (그래픽) 게임으로 알려져 있다. 하지만 그에 앞서 1947년과 1948년 사이에 음극선관을 이용한 미사일 시뮬레이션 게임에 관련된 특허도 있었다.
플레이어는 컴퓨터를 상대로 삼목놓기를 플레이하고, 출력은 컴퓨터의 35x16 픽셀 음극선관에 표시된다. 소스 코드는 매우 짧지만 완전한 삼목놓기를 재현해 놓았다. 당시 에드삭 컴퓨터는 케임브리지가 유일했기 때문에 게임이 잘 알려지지는 않았다.

## 시작화면
```
9 8 7       NOUGHTS AND CROSSES
6 5 4               BY
3 2 1       A S DOUGLAS, C.1952

LOADING PLEASE WAIT...

EDSAC/USER FIRST (DIAL 0/1):

```

(이후 게임 진행)

## 프로그램
예제
```
EDSAC/USER FIRST (DIAL 0/1):1
DIAL MOVE:6
DIAL MOVE:1
DIAL MOVE:2
DIAL MOVE:7
DIAL MOVE:9
DRAWN GAME...
EDSAC/USER FIRST (DIAL 0/1):

```

### 진행이 불가능한 경우
그러나 이 《OXO》도 딱 두 가지 경우로 진행하면 EDSAC은 정지 할 것이다.
```
EDSAC/USER FIRST (DIAL 0/1):1
DIAL MOVE:7
DIAL MOVE:2

```

혹은,
```
EDSAC/USER FIRST (DIAL 0/1):1
DIAL MOVE:2
DIAL MOVE:7

```

## 참조
1. ↑  Thomas T. Goldsmith Jr. and Estle Ray Mann filed a United States patent application on January 25, 1947 and U.S. Patent #2 455 992 issued on December 14, 1948.
2. ↑  본 상황은 에드삭 시뮬레이터 PC 버전 6.0.2를 사용하여 나온 상황이다.